# Норд Бенедикт Наумович
Бенеди́кт Нау́мович Норд (справжнє прізвище: Левін; *13 (26) жовтня 1901, Брусилів, Радомисльський повіт, Київська губернія, Російська імперія — 5 жовтня 1965, Москва, РРФСР, СРСР) — радянський український і російський театральний режисер та педагог. Народний артист УРСР (1954).

## З біографії та творчості
Бенедикт Наумович Левін народився 13 (26) жовтня 1901 у селі (тепер смт., райцентр Житомирської області) Брусилів.
1926 року закінчив Білоруський театральний інститут.
В 1930-ті роки очолював Театр Київського військового округу.
У 1945—51 роки — головний режисер Київського українського драматичного театру ім. І. Франка.
У 1952—63 роки — головний режисер Харківського українського драматичного театру імені Тараса Шевченка.
Починаючи від 1960 року Б. Норд — професор Харківського театрального інституту.
Похований в Москві на Новодівочому кладовищі разом зі своєю дружиною.

### Творчість
У доробку Бенедикта Норда як режисера-постановника такі вистави:
- «Єгор Буличов та інші» (М. Горький), 1947;
- «Ревізор» (М. Гоголь), 1952;
- «Гамлет» (В. Шекспір), 1956;
- «Над Дніпром» (О. Корнійчук), 1961.

Кінороботи:
- «Ненавість» (1930, «Белгоскіно») — актор і асистент режисера
- «Любов на світанку» (1957, фільм-спектакль) — режисер-постановник (у співавт. з О. Швачком)

## Джерело
- Митці України : Енциклопедичний довідник. / упоряд. : М. Г. Лабінський, В. С. Мурза ; за ред. А. В. Кудрицького. — Київ : «Українська енциклопедія» імені М. П. Бажана, 1992. — С. 848 с. . — ISBN 5-88500-042-5., стор. 426